# Park Sang-ryung
Park Sang-ryung (* 26. August 1940 in Changsu, Chŏllabuk-do; † 1. Juli 2017 in Kanada) war ein südkoreanischer Schriftsteller.

## Leben
Park Sang-ryung wurde als jüngstes von neun Geschwistern geboren. Eines seiner Markenzeichen war sein ausgeprägter und geschickter Gebrauch des Dialekts der Provinz Chŏlla in seinen Werken. Er studierte Kreatives Schreiben an der Sorabol Akademie für Kunst und Politikwissenschaften an der Kyŏngbuk National University in Taegu. 1963 debütierte er mit der Kurzgeschichte Akeldama (아겔다마), die bei einem Literaturwettbewerb ausgezeichnet wurde. Seit 1969 lebte Park in Vancouver, Kanada, verfasste und veröffentlichte seine Werke jedoch weiterhin in Koreanisch.

## Arbeit
In seinen Werken untersuchte Park die Natur des Todes und die spirituelle Erleuchtung. Eine Studie über den Tod (죽음의 한 연구) war diesbezüglich eines seiner Vorzeigewerke, in welchem der Autor eine große Anzahl an Hinweisen und Symbolen verwendete, um die verschiedenen Annäherungsversuche zum Verständnis von Tod im Buddhismus, Christentum und Taoismus zu diskutieren und damit dessen Geheimnis aufzudecken. Park argumentierte à la Nietzsche, dass der zentrale Impuls, der allen Religionen unterliegt, das menschliche Bedürfnis nach Unsterblichkeit ist und dass das Göttliche eine vom Menschen erschaffene Konstruktion ist, die lediglich als Überbrückung für das Scheitern der menschlichen Intelligenz dient. 
Die psychoanalytischen Theorien des kollektiven Unterbewusstseins und die Werke von Fjodor Michailowitsch Dostojewski beeinflussten Park ebenfalls. Die meisten seiner Werke entfalten sich in einer isolierten oder erfundenen Landschaft und kritisieren Macht und moderne Zivilisation als solche. Sein Werk Der Weg zur Unterwelt (열명길) zum Beispiel führt die Rechtfertigung ad absurdum, dass der menschliche Kampf um Macht eigentlich nur eine Art der Selbsterhaltung ist und sein Werk Gleissende Sonne (뙤약볕) geht das Thema der Entfremdung an, aus der Sicht eines Individuums, welches unter einem „Verlust von Sprache“ leidet.
Park ist dafür bekannt, lange zusammengesetzte Sätze zu schreiben, die nur durch Kommas unterbrochen werden. Diese Sätze bestehen aus sechs bis zehn Zeilen, was in der koreanischen Literatur ungewöhnlich ist.

## Arbeiten

### Koreanisch
- 박상륭소설전집 1 Gesammelte Werke 1 (1971)
- 열명길 Der Weg zur Unterwelt (1973/1986)
- 죽음의 한 연구 Eine Studie über den Tod (1975/1986/1997)
- 칠조어론 Ch'ilcho ŏron (1990–1994)
- 아겔다마 Akeldama (1997)
- 평심 Ruhiges Gemüt (1999)
- 산해기 Sanhaegi (1999)
- 잠의 열매를 매단 나무는 뿌리로 꿈을 꾼다 Ein Baum mit einer Frucht des Schlafes träumt mit seinen Wurzeln (2002)
- 신을 죽인 자의 행로는 쓸쓸했도다 Der Weg des Mannes, der einen Gott tötete, war einsam (2003)
- 소설법 Erzähltheorie (2005)
- 잡설품 Chapsŏl-p'um (2008)

### Verfilmungen
- 유리 Yuri (1996)

## Auszeichnungen
- 1963: 사상계 신인문학상 (Sasanggye Literaturpreis für Nachwuchsautoren)
- 1999: 제2회 김동리문학상 (Tong-ni Literaturpreis)